# Artur Lemba
Artur Gustavovich Lemba (født 24. september 1885 i Tallinn, Estland, død 21. november 1963) var en estisk komponist,  pianist og lærer.
Lemba hører til en af Estlands betydningsfulde komponister. Han skrev den første estiske symfoni. Lemba studerede komposition og klaver på Musikkonservatoriet i Petrograd hos bl.a. Aleksandr Glasunov og Nikolaj Rimskij-Korsakov. Han underviste efter endt eksamen i komposition og klaver på  i Tallinn resten af sit liv. 
Lemba har skrevet to symfonier, orkesterværker, fem klaverkoncerter, operaer, klaverstykker, symfoniske digtninge etc.

## Udvalgte værker
- Symfoni nr. 1 (1908) - for orkester
- Symfoni nr. 2 (1923) - for orkester